# Aleiodes glaber
Aleiodes glaber är en stekelart som först beskrevs av Telenga 1941.  Aleiodes glaber ingår i släktet Aleiodes och familjen bracksteklar. Inga underarter finns listade i Catalogue of Life.